# AJS Motorcycles Ltd
A. J. Stevens & Co. Ltd fou inicialment un fabricant britànic d'automòbils i motocicletes, actiu entre el 1909 i el 1931. L'empresa original, fundada per Joe Stevens a Wolverhampton, Anglaterra, feu fallida i fou adquirida pels germans Colley, propietaris de Matchless. Des d'aleshores i fins al 1969, la marca AJS es continuà fent servir en motocicletes de quatre temps fabricades per Matchless, Associated Motorcycles i Norton-Villiers. Un cop els drets de la marca tornaren a canviar de propietaris el 1974, aparegueren motocicletes AJS de motocròs amb motors de dos temps de mitjana cilindrada. Actualment, es fabriquen diverses motocicletes de carretera de petita cilindrada sota la marca AJS. L'antiga AJS tenia 117 rècords mundials de motociclisme.

## Història

### Motocicletes
Joe Stevens, pare de Harry, George, Albert John ('Jack') i Joe Stevens Jr., era un enginyer propietari de la Stevens Screw Company Ltd de Wednesfield (West Midlands), prop de Wolverhampton, a l'anomenat Black Country, una zona minera i industrial que abasta part de Staffordshire i Warwickshire amb nombroses mines de carbó, on prosperaven a l'època els forjadors i ferrers. Stevens, antic forjador, ja tenia fama de bon enginyer abans que la companyia construís la seva primera motocicleta el 1897, amb un motor monocilíndric de quatre temps Mitchell importat dels EUA. Al cap de poc, Stevens va començar a fabricar motors, començant amb una versió millorada del Mitchell. Aviat, la família va desenvolupar els seus propis dissenys, tant de bicilíndrics paral·lels com de bicilíndrics en V, que es van vendre a altres fabricants com ara Werner, Wolf i Clyno.
El 1909, després que una motocicleta Wearwell equipada amb motor monocilíndric de vàlvula lateral Stevens guanyés un trofeu en una cursa de 24 hores, Jack Stevens va decidir de disputar el TT de l'illa de Man. Llavors va fundar una nova empresa per a fabricar motocicletes amb seu a Retreat Street, Wolverhampton, que anomenà a partir del seu nom de fonts, Albert John: AJ Stevens & Co (AJS). El seu primer model es va presentar al Motor Cycle Show de 1910. El motor, un de vàlvula lateral de 298 cc i dues velocitats, es va construir per tal d'ajustar-lo al límit de 300 cc establert per a les motos participants al Junior TT de 1911 i era lleugerament més gran que el de 292 cc emprats als anteriors motors Stevens. Jack Stevens va acabar setzè a l'illa de Man amb l'AJS oficial, una posició per darrere del pilot privat J.D.Corke amb una moto idèntica.

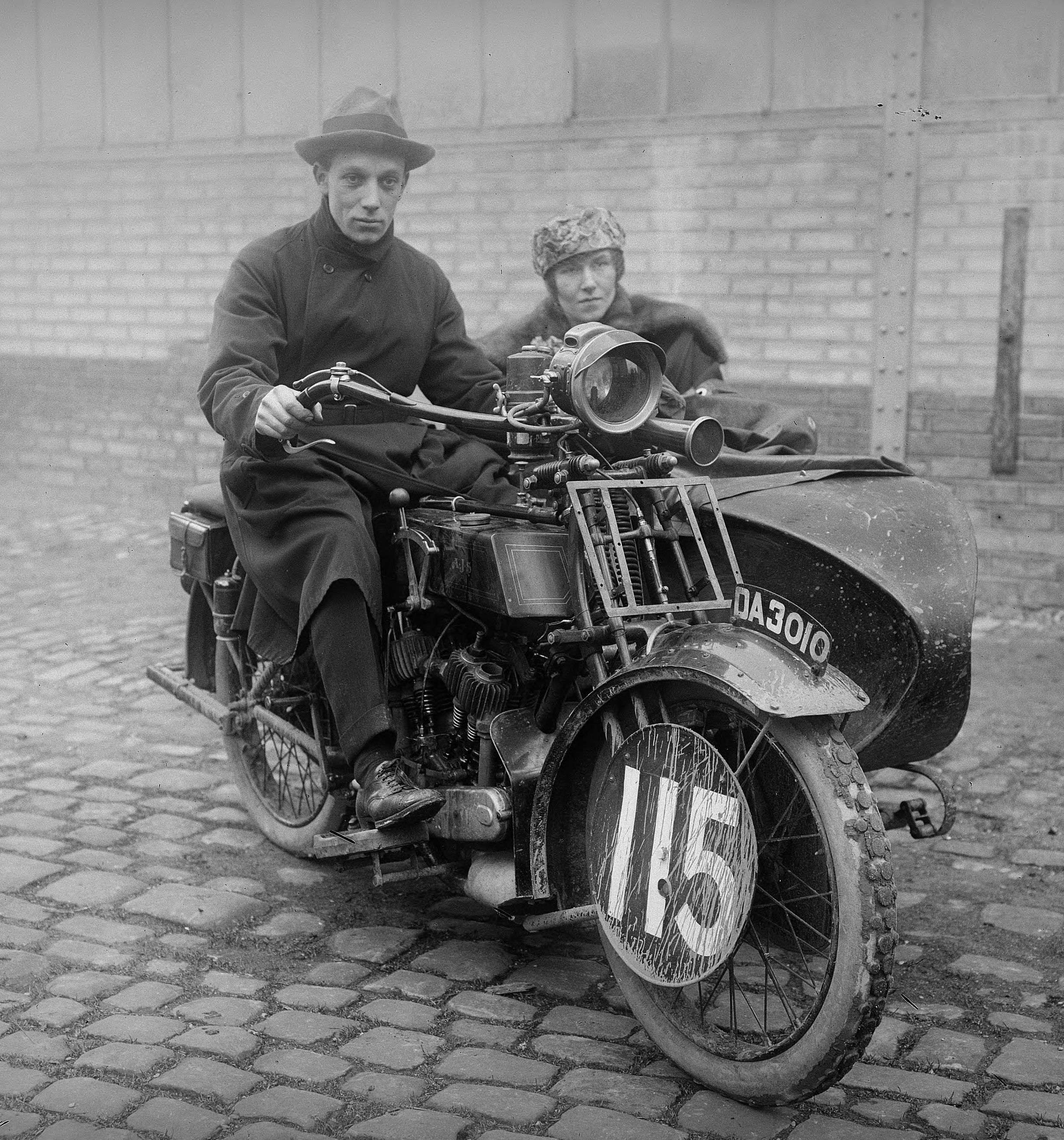
Douglas Hawkes conduint un sidecar AJS a la París-Niça (1920)

Tot i que Jack Stevens li va posar les seves inicials, la companyia era un afer familiar. El 1922, per exemple, Harry Stevens va ser-ne el director gerent, George Stevens el director comercial, Joe Stevens Jr. en dirigí la secció experimental i Jack Stevens en fou director de producció.
AJS no va disputar el Junior TT del 1912, ja que estava ocupada satisfent la demanda dels seus productes, però al de 1913 hi acabà en desena posició. Com que a partir de 1914 el límit de cilindrada per a la cursa Junior s'apujà a 350 cc, el motor de l'AJS s'augmentà fins a 349 cc, amb canvi de quatre velocitats i transmissió final per cadena. L'empresa va aconseguir la seva primera victòria al Junior TT aquell mateix any gràcies a Eric Williams, alhora que hi aconseguia el segon, tercer, quart i sisè llocs. Les instal·lacions de l'antiga Stevens Screw Company ja no podien fer front a la demanda i la companyia, reconstituïda com A.J. Stevens and Company (1914) Ltd, es va traslladar a una nova fàbrica construïda als voltants de Graiseley House, al districte de Blakenhall (Wolverhampton), a poca distància al sud de les instal·lacions de Retreat Street, les quals van passar a ser la seu de l'oficina i el departament de reparacions de l'empresa. La moto de 349 cc (coneguda com a 2 3⁄4 hp) era la que es venia més, però AJS també produïa una bicilíndrica en V de 800 cc i 6 CV.
El 3 de novembre de 1916, el Ministeri de Municions va prohibir la producció de motocicletes no militars i AJS es va dedicar a la fabricació de municions, però a començaments de 1917 el Ministeri va rebre una comanda de Rússia per a vehicles militars i AJS va aconseguir un contracte per a cobrir una part de la quantitat demanada amb la seva AJS Model D. Aquesta tasca va mantenir ocupada l'empresa fins que es van retirar les restriccions del Ministeri de Municions el gener de 1919.
Quan es va reprendre la producció de la 350 el 1920, la moto es va millorar molt. El motor de vàlvula lateral es va substituir per un de nou disseny de vàlvules aèries que lliurava 10 CV. També tenia frens d'expansió interna i cadena de transmissió primària. Cyril Williams va guanyar el primer TT de l'illa de Man de postguerra aquell 1920 amb la seva 350, tot i que va haver d'empènyer la moto fins a l'arribada durant gairebé quatre milles (majoritàriament en baixada) després d'una avaria. AJS va obtenir els primers quatre llocs al TT de 1921 i Howard R. Davies va millorar el seu segon lloc en la cursa Junior guanyant la Senior amb la mateixa AJS de 350 cc. Aquesta va ser la primera vegada que una 350 guanyava la cursa Senior TT, destinada a motos de fins a 500 cc. El 1922, el manès Tom Sheard va guanyar el Junior TT amb una AJS i G. Grinton, també amb AJS, fou segon.
La moto de 1922 era un disseny clàssic que es va fer famós com al 'Big Port' ("Port Gran") a causa de la seva sortida -port- del tub d'escapament de gran diàmetre (inicialment 1⅝", però va canviar en anys successius). La 350 OHV seria el pilar fonamental de la companyia fins al 1927 i, en model de producció (ofert per primera vegada al públic el 1923), va ser també la moto esportiva més popular d'AJS al llarg de la dècada del 1920. En aquells moments, l'empresa produïa una gamma completa d'altres models que oscil·laven entre els 250 i els 1.000 cc. En general, s'atorgava un número per model, més una lletra que n'indicava l'any de fabricació (per exemple, B significava 1924, F 1925, G 1926, etc.). El 1929, per exemple, la gamma d'AJS constava d'aquestes opcions:
- M1 Deluxe 996 cc, vàlvula lateral, bicilíndrica en V (£76/10/0);
- M2 Standard 996 cc, vàlvula lateral, bicilíndrica en V (£66/0/0);
- M3 Deluxe Touring 349 cc, vàlvula lateral, monocilíndrica (£48/10/0);
- M4 Deluxe Sporting 349 cc, vàlvula lateral, monocilíndrica (£48/10/0);
- M5 Standard Sporting 349 cc, vàlvula lateral, monocilíndrica (£45/0/0);
- M6 349 cc, vàlvula aèria, monocilíndrica (£54/10/0 amb doble tub d'escapament o £52/0/0 amb tub d'escapament únic);
- MR6 Special Sports 349 cc, vàlvula aèria, monocilíndrica (£62/0/0);
- M7 349 cc, OHC, monocilíndrica (£62/0/0);
- M8 498 cc, vàlvula aèria, monocilíndrica (£62/0/0 amb doble tub d'escapament o £59/10/0 amb tub d'escapament únic);
- MR8 Special Sports 498 cc, vàlvula aèria, monocilíndrica (£72/0/0);
- M9 Deluxe Touring 498 cc, vàlvula lateral (£54/0/0);
- M10 498 cc, OHC, monocilíndrica (£72/0/0);
- M12 Lightweight 248 cc, vàlvula lateral, monocilíndrica (£39/17/6).

Alguns d'aquests models estaven pensats per a incorporar un dels 12 sidecars que AJS també oferia, entre ells del tipus esportiu, turisme i comercial.
El 1927 ja havia quedat clar que els dissenys de vàlvules aèries per varetes estaven quedant antiquats a les curses, de manera que AJS va introduir dos nous models de competició amb eix de lleves per cadena, la K7 de 349 cc i la K10 de 498 cc. Jimmy Simpson va aconseguir el tercer lloc al Junior TT i va guanyar curses al continent amb aquesta 350, però el 1928 la firma va fer servir el motor de vàlvules aèries al TT. El 1929 hi va tornar a haver dues motos amb vàlvules aèries, aquesta vegada la M7 de 349 cc i la M10 de 498 cc. Wal Handley fou segon al Junior TT d'aquell any amb l'AJS. L'any següent, 1930, Jimmie Guthrie va guanyar el Lightweight TT amb una AJS de 250 cc. La R7 350 OHC va guanyar vuit dels 9 Grans Premis de la temporada i va establir diversos rècords mundials a Montlhéry, prop de París, entre ells 1 hora a una mitjana de 104,5 mph i 2 hores a una mitjana de 99,5.
El 1931 es va llançar l'AJS S3 V-twin, una moto de turisme amb motor bicilíndric en V transversal de 496 cc amb cadena primària i cilindres d'aliatge. El seu desenvolupament havia estat car i es venia lentament. Tot i ostentar aleshores 117 rècords mundials, AJS començà a tenir problemes financers.

Motocicletes AJS d'abans de la II Guerra Mundial
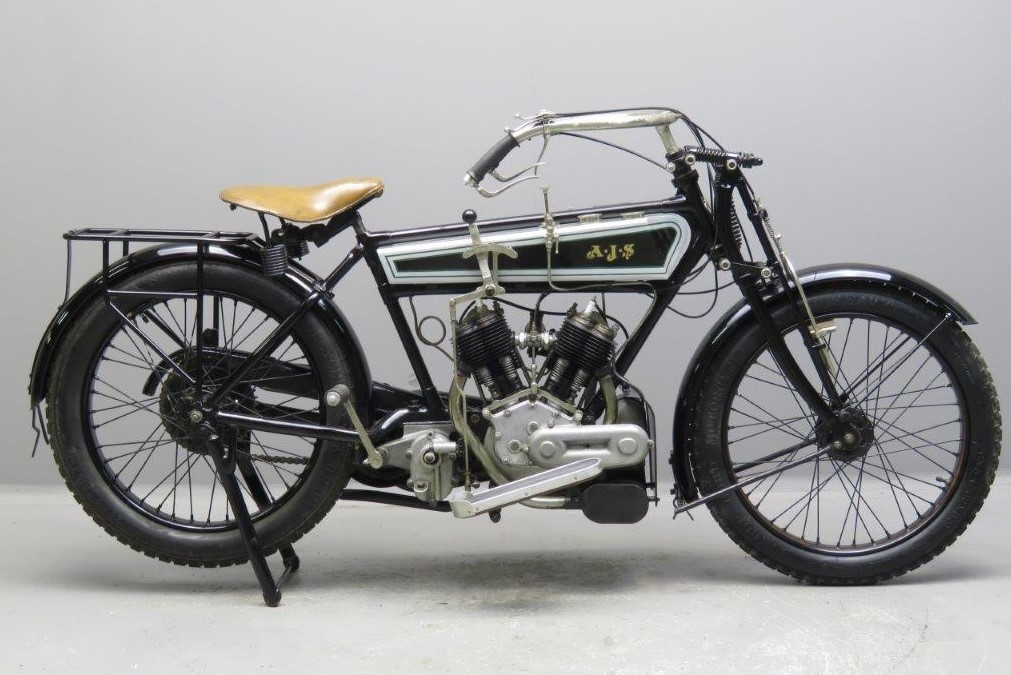
AJS Model A 550 cc (1916)
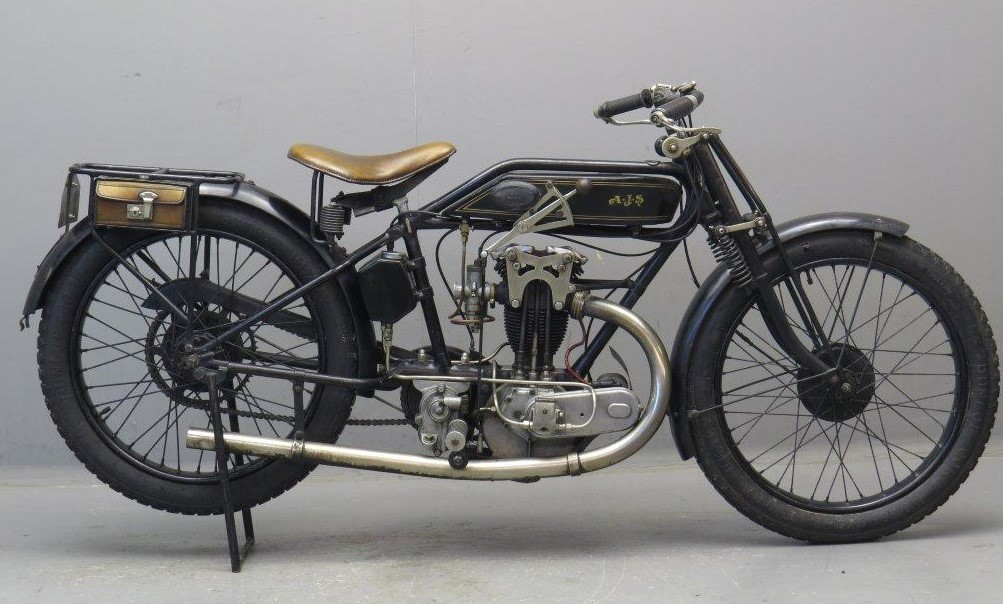
AJS Model G6 350 cc (1926)
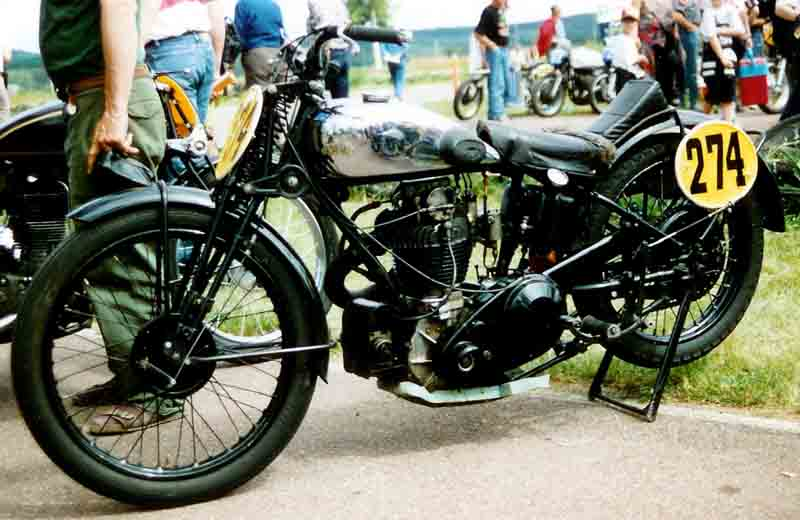
AJS 500 cc OHC Racer (1931)
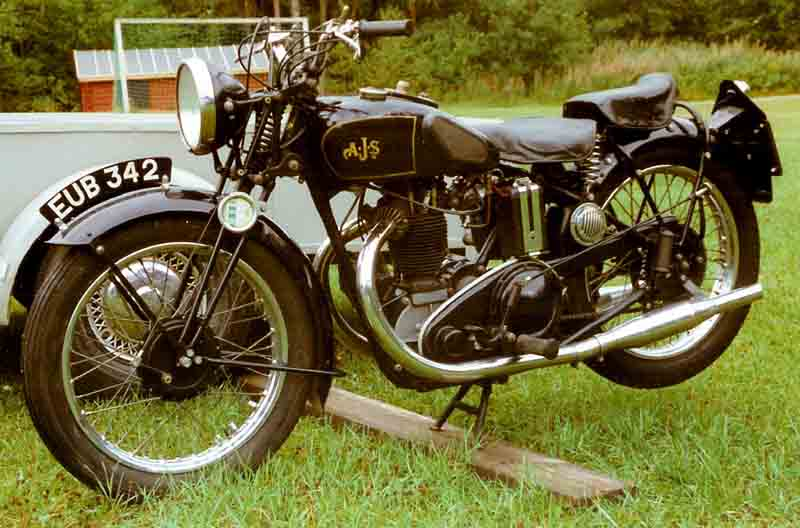
AJS 350 cc TV (1936)
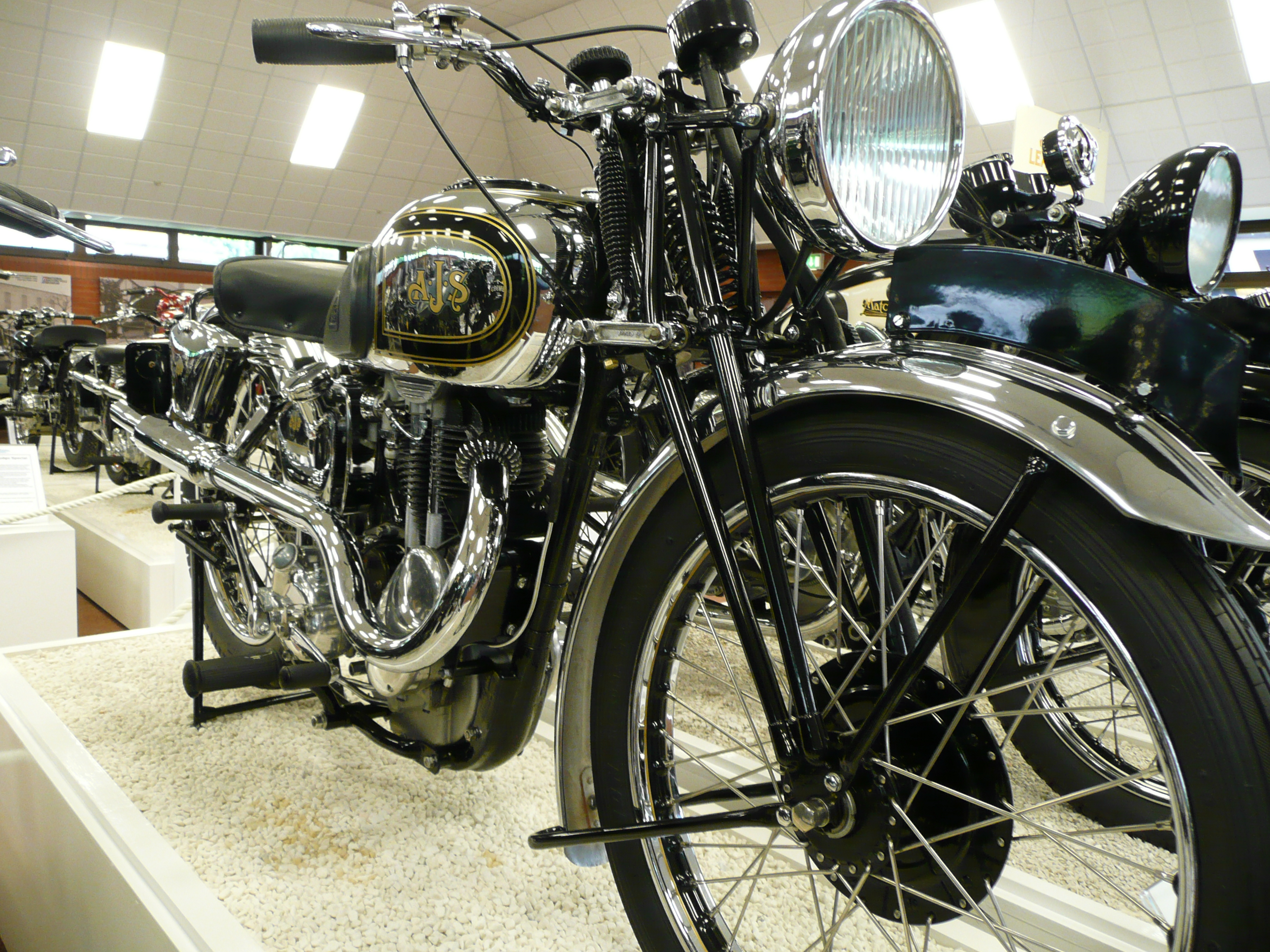
AJS Silver Streak (1938)

### Automòbils, òmnibus i autocars

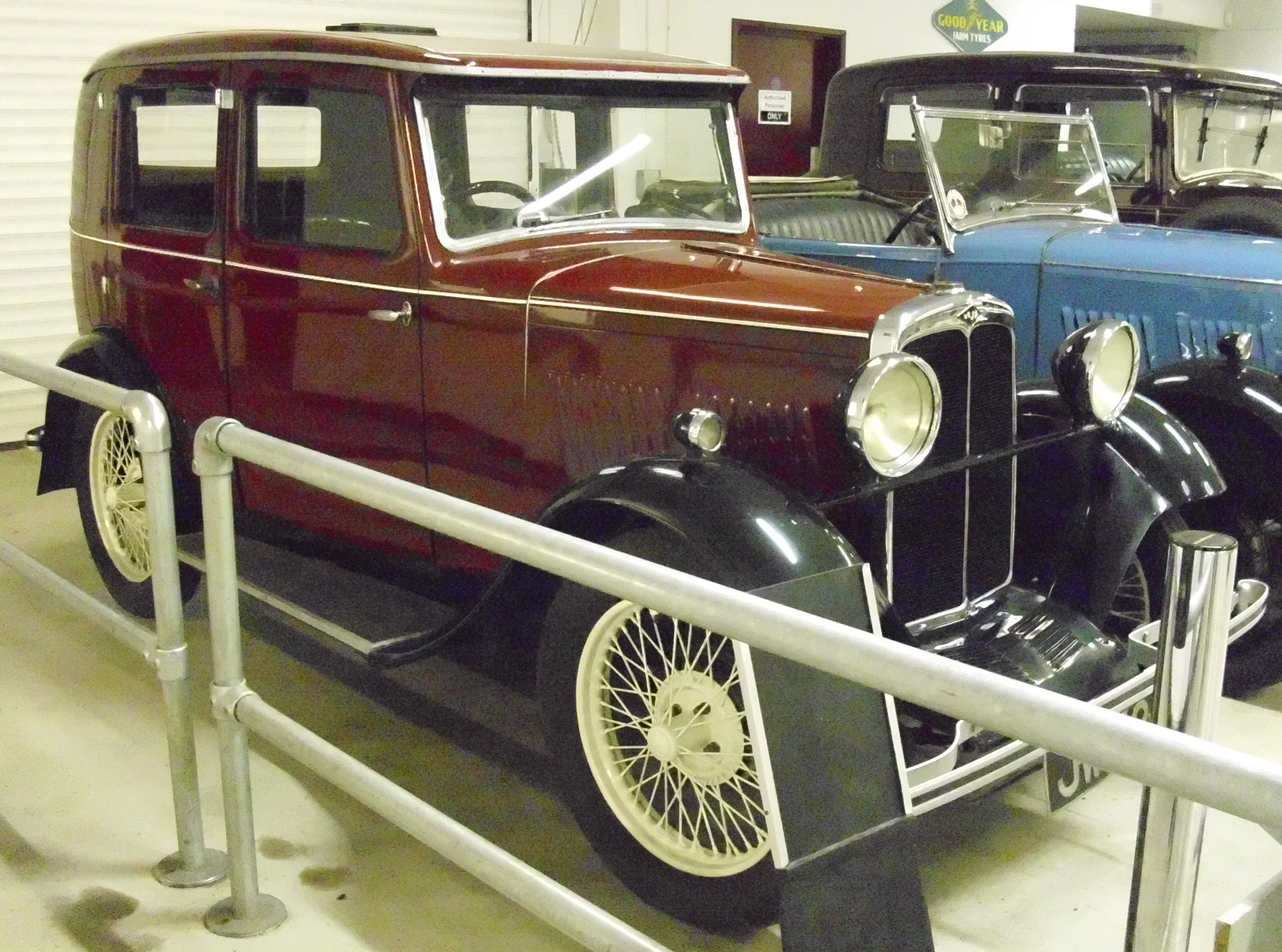
AJS 9 HP (1930-1931)

AJS és coneguda sobretot per les seves motocicletes, però la companyia va fabricar també uns quants automòbils experimentals amb motors Meadows el 1923, tot i que va decidir no entrar en fase de producció.
AJS havia fabricat carrosseries per a Clyno, però el 1929 aquesta empresa va tancar. Aquell any, AJS va tornar a la fabricació d'automòbils amb el Nine, propulsat per un motor Coventry-Climax de vàlvula lateral de 1.018 cc que lliurava 24 CV i disposava de caixa de canvis de tres velocitats. Aquests cotxes eren força cars: 210 lliures el biplaça i 320 la berlina. Se'n van fabricar uns 3.300.
L'empresa va començar també a fabricar òmnibus i autocars. El primer model va ser el Pilot, amb motor Meadows. Després va sortir el Commodore, amb motor Coventry Climax L6 i finalment l'Almirall. Se'n van construir poc més de 200.
El 1931, A. J. Stevens & Co va fer fallida. Després que BSA no n'aconseguís el control, els actius de les motocicletes van ser comprats per la companyia londinenca Matchless, propietat dels germans Collier, i el fabricant d'automòbils Crossley Motors. Crossley va construir uns 300 cotxes entre desembre de 1931 i maig de 1932 amb les peces adquirides a AJS a les quals incorporà algunes millores, com ara una caixa de canvis de quatre velocitats. El muntatge es va fer a la fàbrica de Stockport (Gran Manchester), utilitzada per Willys Overland Crossley. L'empresa va projectar també un model d'1½ litres, però no es va materialitzar més enllà d'aparèixer a l'estand de Willys-Overland-Crossley al Saló de l'Automòbil de Londres de 1932.
La producció de motocicletes es va traslladar a Plumstead, Londres. El 1938, AJS va passar a integrar l'Associated Motorcycles, un grup format pels Collier com a empresa gestora dels seus diversos interessos. Des d'aleshores, Matchless i AJS van compartir sovint models amb distintius diferents, tot i que el nom d'AJS es va fer servir per a diversos models de curses únics.

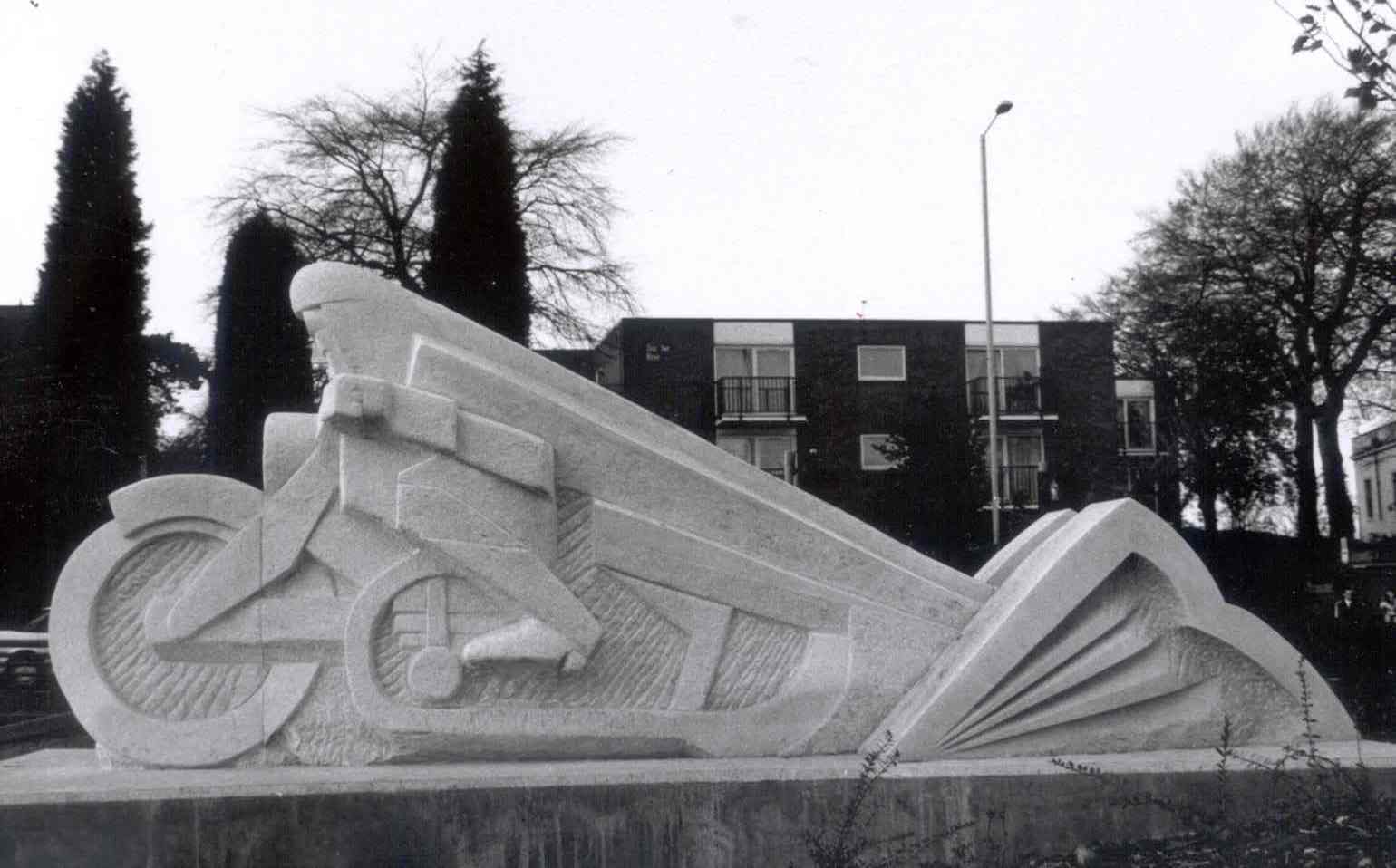
The Lone Rider, escultura en record d'AJS erigida a Wolverhampton el 1996

El lloc on hi havia la fàbrica de Wolverhampton és actualment un supermercat. L'emplaçament està assenyalat per una escultura, The Lone Rider, dissenyada per Steve Field i feta per Robert Bowers i Michael Scheuermann.

### Stevens Motorcycles
Els germans Stevens van tornar-ho a intentar i van crear una nova empresa anomenada Stevens Brothers (Wolverhampton) Ltd per a fabricar furgonetes de repartiment de tres rodes. No les podien anomenar AJS, ja que aquest nom pertanyia ara als Collier. Les furgonetes duien un motor monocilíndric de 588 cc de tracció a les rodes posteriors amb caixa de canvis de tres velocitats i transmissió per cadena. Tenien una capacitat de càrrega de 5 CWT. Es van millorar el 1935 amb accionament per eix i es van apujar a 8 CWT. Les darreres unitats es van fabricar el 1936. El 1934 també van produir una nova gamma de motocicletes sota la marca Stevens, les quals es van fabricar fins al 1938 i després, la companyia va continuar fins al 1956 com a empresa genèrica d'enginyeria.

### Ràdios AJS

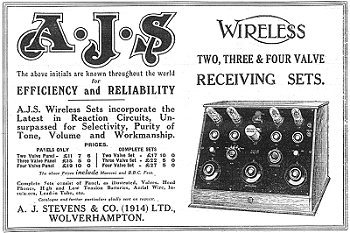
Anunci de les ràdios AJS del 1923

El dissenyador d'AJS, Harry Stevens, era un fervent radioaficionat des d'abans de la Primera Guerra Mundial. El 1922, després del llançament de les primeres estacions de ràdio britàniques i la formació de la BBC, va convèncer a la resta de la junta d'AJS que els receptors de ràdio tenien un gran futur. Les primeres ràdios fabricades per AJS Wireless and Scientific Instruments es van llançar el 1923, totes elles models d'alta qualitat dirigits a la banda alta del mercat. La més cara costava 75 lliures esterlines, més que moltes de les motocicletes AJS, tot i que els preus aviat van baixar. Les vendes inicials van ser bones i el 1925 ja n'hi havia 10 models que anaven des de menys de 14 lliures en forma d'una simple caixa de fusta fins a més de 50 lliures amb consola de xapa fina.
La producció de ràdios es va incrementar i la divisió es va traslladar a una nova fàbrica a Stewart Street. Malgrat tot, la tecnologia de les ràdios havia avançat ràpidament i AJS es va veure obligada a oferir nous dissenys per a poder-hi competir. La confiança de l'empresa en l'energia de bateries els va frenar en un moment en què els rivals recorrien a la xarxa elèctrica i AJS es va veure obligada a adoptar tècniques de producció en cadena més barates. El 1928, la companyia va decidir abandonar la fabricació de ràdios i va vendre la fàbrica i els components restants a la Symphony Gramophone and Radio Company.

## AJS en competició (AMC)
Dins d'AMC, la marca AJS podia haver estat assignada a motos Matchless normals i corrents, però els Collier tingueren en compte el prestigi de la marca a les curses i la van fer servir en alguns innovadors models de competició. Aquestes motocicletes mantingueren viu el nom d'AJS.
El 1935, a l'Olympia Show, es va mostrar una AJS SOHC de quatre cilindres en V de 50° refrigerada per aire, una versió de carretera totalment equipada, que no va entrar en producció. El 1936 Harold Daniell en va pilotar una versió de competició sobrealimentada al Senior TT de l'Illa de Man, però malgrat la seva alta velocitat màxima li mancava acceleració.
El 1939 es va construir una versió refrigerada per aigua i sobrealimentada de l'AJS V4 de 495 cc per a competir contra les BMW sobrealimentades que llavors dominaven les curses. Pesava 184 kg i la seva velocitat màxima era de 217 km/h. Aquell any, l'AJS V4 de dipòsit sec fou la primera motocicleta a fer el traçat del Gran Premi de l'Ulster a més de 160 km/h. Després, però, va començar la Segona Guerra Mundial.
Al tombant de la dècada de 1940, l'AJS Porcupine ("porc espí") una motocicleta amb motor bicilíndric en paral·lel orientat cap endavant de 500 cc, i l'AJS 7R -també coneguda com a "Boy Racer"-, amb motor monocilíndric OHC de 350 cc i una potència de 32 CV, competien al costat de les seves companyes d'AMC Matchless G50 (de fet, una AJS 7R de 500 cc) i Matchless G45 (model de 1951 amb motor bicilíndric vertical de 500 cc). L'AJS Porcupine havia estat dissenyada per a dur sobrealimentació, abans que les regles canviessin per a prohibir aquesta mena de motocicletes de curses, però tot i així, Leslie Graham va guanyar el 1949 el primer Mundial de velocitat de 500cc amb una AJS E90 Porcupine 500 sense sobrealimentació.
El 1951, l'enginyer de desenvolupament d'AJS Ike Hatch va desenvolupar una versió de tres vàlvules amb capçalera de la 7R amb un diàmetre per carrera de 75,5 × 78 mm que lliurava 36 CV. Se li va posar el nom d'AJS 7R3 i era la resposta d'Ike als models pluricilíndrics italians. El primer any va anar prou bé, però no pas el segon. Per al 1954, Jack Williams, el director de l'equip de competició, va seguir desenvolupant la moto, tot situant el motor més avall al bastidor i realitzant alguns canvis d'afinament que van acabar lliurant 40 CV a 7.800 rpm. Immediatament va guanyar els dos primers Grans Premis del mundial i va aconseguir la victòria al TT. Es tractava de prototips especials de fàbrica, però un d'ells ha sobreviscut i un de segon ha estat reconstruït a partir de components recuperats.
AJS destacà també en tota mena de competicions de fora d'asfalt. En motocròs, anomenat aleshores scramble al Regne Unit, el seu pilot Geoff Ward dominà les primeres edicions del Campionat britànic i aconseguí bones classificacions a l'incipient Campionat d'Europa. A més, Bill Nilsson guanyà la primera edició del Campionat del Món, el 1957, i aconseguí els dos següents subcampionats amb una Crescent-AJS (un prototip fet a mida per ell, partint d'una 7R "Boy Racer" i finançat per la marca sueca de bicicletes Crescent). En trial, pilots com ara Hugh Viney i Gordon Jackson assoliren diverses victòries als Sis Dies d'Escòcia, el British Experts Trial i el Campionat britànic.
AMC es va retirar del món del desenvolupament i la competició en curses de velocitat a finals de 1954, a causa de la mort d'Ike Hatch i la ferotge competència de les altres marques europees. Després, AJS va fer una versió de producció de l'AJS 7R estàndard de dues vàlvules per a pilots privats. El 1954, també Norton fou traslladada a la fàbrica de Plumstead.
Amb la gamma G15, AMC es basà en els mèrits de la G12, però hi va haver nombrosos canvis que afectaven el bastidor, forquilles, basculant, càrter, transmissió, parts cicle i sistema de lubrificació. La P11 va ser la darrera gamma de motos dins AMC. Feia servir un bastidor G85CS modificat i duia forquilles més fortes, parts cicle completament noves (tot i que fer-ne era costós) i diversos canvis en el sistema de lubrificació i càrters entre d'altres. La sèrie G15 es va produir del 1963 al 1969 i s'oferia en tres marques: Matchless G15 (versions G15Mk2, G15CS i G15CSR); AJS Model 33 (versions M33Mk2, M33CS i M33CSR); i per acabar, Norton N15CS (tot i que no es va fabricar cap esportiva de la marca, ja que hagués competit contra la Norton Atlas). Inicialment, les G15 només s'exportaven, però el 1965 aquests models es comercialitzaren al Regne Unit i a la resta d'Europa.
Associated Motorcycles i la marca AJS van acabar dins Norton-Villiers el 1966. A finals del 1968, el Greater London Council va posar a la venda la fàbrica de Plumstead, a Burrage Grove, on es muntaven els motors de la planta de Wolverhampton i els bastidors de la planta de Manchester. La fàbrica va tancar el juliol de 1969. Sembla que la producció de la sèrie G15 es va aturar a finals de 1968 (amb el model de l'any 1969) i els exemplars no venuts van estar disponibles fins al 1969. L'AJS Model 33 va ser la darrera AJS amb motor de quatre temps mai produïda.

## AJS 2T i Norton de competició
Des del 1962, el fabricant de motocicletes Cotton fou el principal client dels motors Starmaker de dos temps (2T) i 250 cc que fabricava Villiers. Cotton muntava aquests motors als seus models Cobra de motocròs i Telstar de velocitat. Per tant, aquest fabricant participava intensament en el desenvolupament del motor Starmaker.
Peter Inchely, provinent d'Ariel i BSA, va participar en el projecte de la 250 de velocitat. Inchley va pilotar un prototip basat en la Bultaco TSS amb motor Starmaker de 6 velocitats i 250 cc al Lightweight TT de 1966 i hi acabà tercer. Llavors es van construir i fer córrer diverses unitats d'AJS 250 de pre-producció, però el projecte es va aturar el 1967 després d'un segon intent no reeixit al TT de l'illa de Man. El projecte de motocròs, en canvi, va continuar amb un èxit considerable.
Entre el 1966 i el 1968, Villiers va desenvolupar la motocicleta Stormer de motocròs sota la marca AJS. El 1968, Malcolm Davis va guanyar el campionat britànic de motocròs en 250cc amb un prototip d'AJS Stormer Y4.

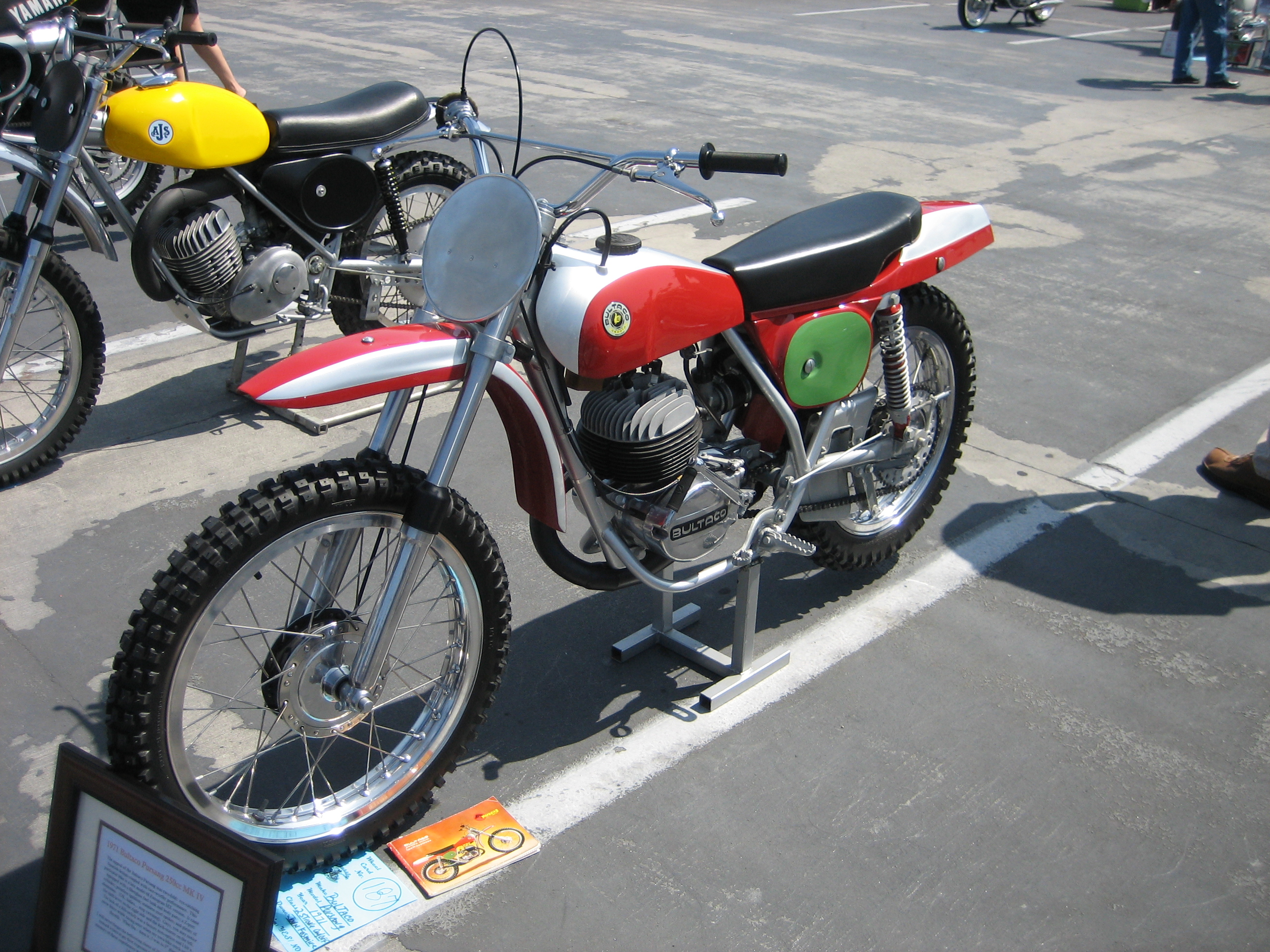
En groc, al costat de la Bultaco Pursang, una AJS Stormer de motocròs dels volts de 1970

A finals de 1967, es va dur a terme un projecte especial amb la Stormer per tal d'adaptar-la a l'enduro. Se'n van construir quatre unitats equipades amb silenciador al tub d'escapament i un sistema d'il·luminació rudimentari. Tres d'elles duien motors de 250 cc i el distintiu AJS. La quarta duia un motor "360" (en realitat, de 334 cc) i el distintiu Matchless. Aquesta moto va ser probablement la darrera mai construïda amb la marca Matchless i l'única Matchless de dos temps de la història. Les quatre motocicletes van ser emprades per membres de la Royal Air Force motor Sports Association per a participar en els Sis Dies Internacionals (ISDT) de 1968, celebrats a San Pellegrino Terme, Itàlia.
Les AJS de dos temps s'havien construït a la fàbrica de Villiers de Wolverhampton, però el 1970 el govern del Regne Unit va atorgar una subvenció especial que va permetre a AJS d'obrir una nova fàbrica al polígon industrial Walworth d'Andover (Hampshire), on varen fabricar la Stormer de fora d'asfalt. El departament de competició estava situat al costat del famós circuit de Thruxton, a Andover mateix.
Les AJS de motocròs es van produir des del 1968 fins al 1974 en les cilindrades de 250, 370 i 410 cc. Les primeres 250 s'anomenaven Y4. El 1969 s'hi va afegir la 370 (Y5) i el nom es va canviar per Stormer. La 410 la va seguir el 1972. Una motocicleta no tan coneguda fou la Cotton 37AT de trial, construïda amb algunes peces d'AJS i el motor 37A de Villiers.
El 1974, Norton-Villiers entrà en problemes financers i al setembre es va vendre els drets de fabricació de la Stormer de motocròs sota la marca AJS. Els emprenedors Fluff Brown i Clive Ellis es van fer càrrec del negoci, maquinària i peces per a aquestes motocicletes i van començar la seva activitat com a FB-AJS of Andover a la granja "Flint Farm" de Goodworth Clatford (Hampshire), a prop d'Andover. L'empresa va començar subministrant peces de recanvi per a les motocicletes ja existents i, més tard, es va expandir fins a produir-ne de completes fent servir els motors en estoc basats en l'Starmaker, ara sota la marca FB-AJS. A part dels models de motocròs, se'n van comercialitzar també de tipus trail.
Clive Ellis abandonà l'empresa el 1975, però Fluff Brown en va seguir al capdavant. Els seus models es van mantenir actualitzats fins al 1980, però el motor de quatre velocitats Starmaker/Stormer estava quedant obsolet i no podia competir amb les noves produccions de fabricants com ara Husqvarna, ČZ i, posteriorment, Maico, Bultaco, Montesa, Suzuki, Honda, Kawasaki i Yamaha. A començaments de la dècada del 1980 l'empresa va passar a produir les motocicletes fora d'asfalt i trail amb motors Rotax austríacs de 250, 410 i 495 cc, a més d'un nou xassís desenvolupat per Brian Curtis.

## AJS Motorcycles Ltd. (actual)
FB-AJS es va transformar en AJS Motorcycles Ltd. a l'agost de 1987. Durant la dècada del 1990, Fluff Brown i el seu fill gran Nick van produir rèpliques de Cotton Cobra 250 Pre-65 de motocròs i de Cotton Telstar de velocitat. Aquesta activitat fou la base d'AJS Motorcycles Ltd. i la continuació del negoci fins a l'actualitat.
A data de 2020, AJS ofereix una gamma de motocicletes i escúters lleugers que es distribueixen a través de la seva xarxa de concessionaris britànics i s'exporten a Alemanya, Portugal, República Txeca, Japó i Corea del Sud.

### Models recents i actuals
Font:
| Model                                | Anys en producció | Motor                                                                           | Tipus               | Imatge                                |
| ------------------------------------ | ----------------- | ------------------------------------------------------------------------------- | ------------------- | ------------------------------------- |
| AJS Stormer                          | Des del 2014      | Derivat del Villiers Starmaker de 4 temps, refrigerat per aigua.                | Carretera           |                                       |
| FB-AJS                               | 1974 - 1987       | Derivat del Villiers Starmaker de 2 temps de 250, 370 i 410 cc                  | Motocròs i Trail    | Nick Brown amb una FB-AJS 360 el 1981 |
| Cotton Cobra Replica                 | 1991–2000         | Derivat del Villiers Starmaker de 2 temps, 250 cc                               | Carretera           | Nick Brown amb una Cobra 250 Replica  |
| Cotton Telstar Replica               | 1992–1998         | Derivat del Villiers Starmaker de 2 temps, 250 cc                               | Velocitat clàssica  |                                       |
| Cotton Triumph Replica               | 1992–2000         | Triumph 500 bicilíndric                                                         | Motocròs Pre-65     | Cotton Triumph Replica                |
| AJS YX-R 125                         | 2006–2008         | 4 temps, refrigerat per aire i oli, monocilíndric, 4 vàlvules                   | Trail               |                                       |
| AJS CR3-125                          | 2006–2008         | 4 temps, refrigerat per aire, monocilíndric                                     | Esportiva           |                                       |
| AJS Regal Raptor DD50E               | 2002–2007         | 50 cc, 4 temps, refrigerat per aire, monocilíndric                              | Custom              |                                       |
| AJS Regal Raptor DD125E              | 2005-2019         | 125 cc, 4 temps, refrigerat per aire, bicilíndric                               | Custom              |                                       |
| AJS Regal Raptor DD125E-8 Silverhawk | 2007–2008         | 125 cc, 4 temps, refrigerat per aigua, bicilíndric                              | Custom              |                                       |
| AJS Regal Raptor Eos 125             | 2007-2018         | 125 cc, 4 temps, refrigerat per aigua, bicilíndric                              | Custom              |                                       |
| AJS Regal Raptor Eos 250             | 2008-2009         | 250 cc, 4 temps, refrigerat per aigua, bicilíndric                              | Custom              |                                       |
| AJS Regal Raptor DD250E-9B           | 2006–2008         | 250 cc, 4 temps, refrigerat per aigua, bicilíndric                              | Custom              |                                       |
| AJS NAC12                            | 2010-2019         | 125 cc, 4 temps, refrigerat per aigua, bicilíndric                              | Naked               |                                       |
| AJS Regal Raptor Daytona 125         | 2010-2019         | 125 cc, 4 temps, refrigerat per aigua, bicilíndric                              | Custom              |                                       |
| AJS Regal Raptor Bobber 125          | 2010-2016         | 125 cc, 4 temps, refrigerat per aigua, bicilíndric                              | Custom "Old School" |                                       |
| AJS Eco1 (JS125-E)                   | 2007–2008         | 125 cc, 4 temps, refrigerat per aire, monocilíndric, OHC, amb eix d'equilibrat  | Roadster            |                                       |
| AJS Eco2 (JS125-E)                   | 2009-2015         | 125 cc, 4 temps, refrigerat per aire, monocilíndric, OHC, amb eix d'equilibrat  | Roadster            |                                       |
| AJS JSM 125                          | 2009-2011         | 125 cc, 4 temps, refrigerat per aire, monocilíndric, OHC, amb eix d'equilibrat  | Supermotard i Trail |                                       |
| AJS Cadwell 125                      | Des del 2016      | 125 cc, 4 temps, refrigerat per aire, monocilíndric, OHC, amb eix d'equilibrat  | Cafe racer          |                                       |
| AJS Tempest Roadster 125             | Des del 2018      | 125 cc, 4 temps, refrigerat per aire, monocilíndric, OHC, amb eix d'equilibrat  | Roadster clàssica   |                                       |
| AJS Tempest Scrambler 125            | Des del 2018      | 125 cc, 4 temps, refrigerat per aire, monocilíndric, OHC, amb eix d'equilibrat  | Street Scrambler    |                                       |
| AJS Highway Star 125                 | Des del 2019      | 125 cc, 4 temps, refrigerat per oli, bicilíndric, OHC, amb injecció electrònica | Custom "Cruiser"    |                                       |